# یواس‌اس وارن (۱۷۷۵)
یواس‌اس وارن (۱۷۷۵) (به انگلیسی: USS Warren (1775)) یک کشتی بود.